# Kambipura, Malur
Kambipura là một làng thuộc tehsil Malur, huyện Kolar, bang Karnataka, Ấn Độ.